# Баянзурх
Баянзурх (монг. Баянзүрх дүүрэг) — район Улан-Батора. Подразделяется на 24 хорона (монг. хороо, микрорайон).
Баянзурх — самый крупный по территории и населению из 9 административных районов города, располагается к востоку от центра города. Район основан 14 апреля 1965 года постановлением Великого народного хурала как район Дружбы (монг. Найрамдлын район), став четвёртым по счёту районом столицы. В 1992 году согласно постановлению Великого Государственного хурала переименован в Баянзурх.
Площадь района — 1 244,1 км². Население района составляет 235 192 человек, из них 142 155 в трудоспособном возрасте, работающих 72 924, учащихся 22 930, пенсионеров 20 719, из них 4 в возрасте свыше ста лет.

## Культура
На территории района располагается 23 детских сада и 19 средних школ, в которых работает 4 Народных и 18 заслуженных учителей Монголии; действуют полицейская академия, университет Министерства обороны, российский культурно-научный центр, Институт кинематографии им. Д. Жигжида, Университет государственной службы, Ассоциация кинематографистов Монголии.
В Баянзурхе находится 24 памятника истории и культуры, среди них: петроглифы XIII века, дворец-музей Богдо-гэгэна, здание, где проживал Т. Намнансурэн, первый памятник Сухэ-Батору на месте его родной юрты, памятник эскадрилье «Монгольский арат», православная Троицкая церковь, Дом-музей Жукова, Монгольский военно-исторический музей, Музей истории Улан-Батора, международный Музей философии.
Действует основанный в 1924 году культурный центр (клуб) им. Д. Сухэ-Батора. Свою карьеру в нём начинали Народные артисты Ичинхорло, Дашдэлэг, Б. Дамдинсурэн, Цэндээху, заслуженные артисты Хандсурэн, Цэрэндэндэв, Шаравдоо, Дамдинбазар, Содном. В Баянзурхе родились Герои труда, Народные артисты Л. Цогзолма и Г. Хайдав, Народные артисты Д. Жаргалсайхан, Х. Уртнасан, Б. Зангад, Ц. Батчулуун, Ц. Гантумур, Г. Жигжидсурэн, П. Цэрэндагва, Д. Мэндбаяр, А. Долгор и другие.

## Сельское хозяйство
На конец 2008 года общая численность скота в пределах района составляла 55,955 голов, из них 12 верблюдов, 2,839 лошадей, 11,396 голов крупного рогатого скота, 18,884 овцы и 22,824 козы. Общая площадь под посевы картофеля, овощей и кормовых культур в 2009 году составила 117,43 га.

## Спорт
В районе располагается 13 спортплощадок, 30 спортзалов, 59 детских игровых площадок, Дворец борьбы, а также 10 спортклубов. В 9 микрорайонах действуют оздоровительные центры и кабинеты.
Район имеет собственные команды по спортивной и художественной гимнастике, волейболу, самбо, дзюдо, свободной борьбе и боксу. На олимпийских, мировых, международных состязаниях уроженцы района завоевали в общей сложности 96 медалей различных достоинств, среди них — олимпийский чемпион по боксу Э. Бадар-Ууган.